# Tetrapedia ornata
Tetrapedia ornata är en biart som först beskrevs av Maximilian Spinola 1853.  Tetrapedia ornata ingår i släktet Tetrapedia och familjen långtungebin. Inga underarter finns listade i Catalogue of Life.